# Mundford
Mundford is een civil parish in het bestuurlijke gebied Breckland, in het Engelse graafschap Norfolk met 1526 inwoners.